# 肥後嵐悠太
肥後嵐 悠太（ひごあらし ゆうた、1989年8月20日 - ）は、熊本県熊本市北区出身で、木瀬部屋（閉鎖処分中は北の湖部屋）に所属した元大相撲力士。本名は塚本 悠太（つかもと ゆうた）。身長182.5cm、体重127.2kg。最高位は東幕下2枚目（2014年3月場所）。

## 来歴

### 入門まで
アマチュア相撲の実績を有する弟子が多い木瀬部屋にあって入門前には珍しく相撲経験がなかった。熊本市立北部東小学校1年から熊本県立鹿本高等学校まで柔道を続けるも、高校は1年生の10月に一身上の都合で中退。半年ほど途方に暮れていたところを当時九州場所で熊本県に宿舎を置いていた木瀬部屋と縁があって入門が決まった。本人は入門に不安があったものの自己改革のために決断したという。同期には千代の国憲輝がいるが、肥後嵐本人曰く「ライバルっていうとおこがましいですが同期で仲もよかったし関取になって対戦したかったんですけど自分が雑魚過ぎてね…笑」とのこと。

### 入門後
入門当初について「高校を中退して半端者だったから師匠はあまり期待していなかったと思う。」と自嘲していたが、臥牙丸をはじめとした関取6人の他にアマチュア相撲で鍛えた幕下の気鋭など稽古相手に恵まれたことで反骨精神を磨きつつ実力を伸ばしていった。初土俵となる2006年5月場所から2008年5月場所まで本名で土俵に上がり、2008年7月場所から肥後嵐を名乗るようになり現在に至る。初土俵から3年足らずの2009年1月場所に新幕下となる東幕下53枚目の地位に昇進するなど滑り出しは上々であったがその後2年間は自己最高位を更新できず三段目と幕下を往復していた。そんな時に肥後嵐は自身と体型や誕生日が似通った諫誠が胃潰瘍で停滞している様子を目の当たりにして「自分は健康体なのだから負けていられない。」と奮起した。そうして2011年1月場所に東幕下55枚目の地位で4勝3敗、翌5月場所は西幕下47枚目の地位でまたもや4勝3敗、続く7月場所は東幕下29枚目の地位で5勝2敗と勝ち越しを続け、1月場所から次々と自己最高位を更新した結果として9月場所には西幕下15枚目まで地位を上げた。2011年に入ってから幕下から陥落することが無くなり、2013年5月場所には自己最高位を西幕下7枚目まで更新した上で4勝3敗の成績を残し、翌7月場所は勝ち越せば関取昇進の可能性がある西幕下5枚目まで昇進した。2014年1月場所は東幕下21位枚目まで後退していたものの、6番相撲を終えた時点でこの場所の幕下においてただ1人無敗となり最終的に7戦全勝の単独優勝を飾った。この活躍を見ていた父がガードマンに制止されながら升席から身を乗り出して花道へ引き上げる自身を祝福した様子も伝えられた。翌3月場所は自己最高位を東幕下2枚目まで更新。その3月場所で勝ち越せば関取昇進の可能性も掴めたが5番相撲で敢え無く負け越しを決定させてしまった。それでも6番相撲と7番相撲で白星を収め、3勝4敗と食い下がった。同年7月場所は1勝6敗の不振に終わり、続く9月場所は場所中に腰を痛めて3番相撲から6番相撲を休場する（2勝2敗3休、うち不戦敗1つ）など不調に苦しんだ。特に9月場所で腰を痛めた際には1週間ほど歩けず「終わったな」と思ったといい、東幕下49枚目まで地位を後退させた11月場所は直前まで満足な稽古を積むことができない状態で迎えたという。本人曰く回復は「8割くらい」という中で迎えた11月場所であったが、同年1月場所と同様に幕下でただ1人7戦全勝の成績を挙げる形で自身2度目の幕下優勝を果たした。しかしその後も十両昇進を果たすことはできず、2021年11月場所限りで現役を引退した。2回以上の幕下優勝経験がありながら関取在位のない唯一の力士となっている。
今後は地元の熊本で仕事を探すという。

## 主な成績
- 生涯戦歴：321勝313敗3休（92場所）
- 各段優勝
  - 幕下優勝：2回（2014年1月場所、2014年11月場所）

| | 一月場所 初場所（東京） | 三月場所 春場所（大阪） | 五月場所 夏場所（東京） | 七月場所 名古屋場所（愛知） | 九月場所 秋場所（東京） | 十一月場所 九州場所（福岡） |
| --- | ----------------------- | ----------------------- | ----------------------- | --------------------------- | ----------------------- | --------------------------- |
| 2006年 （平成18年） | x                       | x                       | （前相撲）              | 東序ノ口38枚目 6–1          | 東序二段72枚目 3–4      | 西序二段92枚目 4–3          |
| 2007年 （平成19年） | 東序二段63枚目 3–4      | 西序二段78枚目 5–2      | 東序二段39枚目 4–3      | 西序二段14枚目 4–3          | 西三段目96枚目 5–2      | 東三段目65枚目 5–2          |
| 2008年 （平成20年） | 東三段目36枚目 1–6      | 西三段目67枚目 4–3      | 西三段目50枚目 5–2      | 西三段目25枚目 4–3          | 西三段目11枚目 2–5      | 東三段目35枚目 6–1          |
| 2009年 （平成21年） | 東幕下53枚目 3–4        | 東三段目9枚目 3–4       | 東三段目21枚目 5–2      | 東三段目59枚目 3–4          | 東三段目15枚目 2–5      | 西三段目39枚目 4–3          |
| 2010年 （平成22年） | 西三段目24枚目 4–3      | 西三段目11枚目 3–4      | 東三段目26枚目 4–3      | 東三段目14枚目 3–4          | 西三段目29枚目 4–3      | 東三段目17枚目 5–2          |
| 2011年 （平成23年） | 東幕下55枚目 4–3        | 八百長問題 により中止   | 東幕下47枚目 4–3        | 西幕下29枚目 5–2            | 西幕下16枚目 3–4        | 東幕下22枚目 3–4            |
| 2012年 （平成24年） | 東幕下29枚目 5–2        | 西幕下15枚目 1–6        | 東幕下36枚目 3–4        | 東幕下47枚目 6–1            | 東幕下20枚目 4–3        | 西幕下15枚目 3–4            |
| 2013年 （平成25年） | 西幕下21枚目 4–3        | 東幕下17枚目 5–2        | 西幕下7枚目 4–3         | 西幕下5枚目 2–5             | 東幕下18枚目 3–4        | 東幕下24枚目 4–3            |
| 2014年 （平成26年） | 東幕下21枚目 優勝 7–0   | 東幕下2枚目 3–4         | 西幕下5枚目 3–4         | 西幕下9枚目 1–6             | 東幕下30枚目 2–2–3      | 東幕下49枚目 優勝 7–0       |
| 2015年 （平成27年） | 東幕下6枚目 2–5         | 西幕下17枚目 4–3        | 東幕下13枚目 4–3        | 西幕下10枚目 3–4            | 東幕下15枚目 3–4        | 西幕下21枚目 4–3            |
| 2016年 （平成28年） | 西幕下18枚目 3–4        | 東幕下26枚目 2–5        | 東幕下44枚目 2–5        | 西三段目3枚目 4–3           | 西幕下53枚目 4–3        | 西幕下44枚目 4–3            |
| 2017年 （平成29年） | 東幕下35枚目 2–5        | 東幕下54枚目 6–1        | 東幕下24枚目 1–6        | 東幕下52枚目 3–4            | 東三段目5枚目 5–2       | 西幕下42枚目 5–2            |
| 2018年 （平成30年） | 東幕下27枚目 2–5        | 西幕下44枚目 5–2        | 西幕下27枚目 4–3        | 西幕下18枚目 1–6            | 東幕下42枚目 3–4        | 東幕下53枚目 3–4            |
| 2019年 （平成31年 /令和元年） | 西三段目7枚目 4–3       | 東幕下58枚目 4–3        | 東幕下50枚目 5–2        | 東幕下33枚目 5–2            | 東幕下23枚目 2–5        | 西幕下41枚目 5–2            |
| 2020年 （令和2年） | 東幕下28枚目 3–4        | 東幕下36枚目 4–3        | 感染症拡大 により中止   | 西幕下29枚目 1–6            | 西幕下48枚目 2–5        | 西三段目4枚目 0–7           |
| 2021年 （令和3年） | 西三段目54枚目 2–5      | 西三段目75枚目 3–4      | 東三段目93枚目 2–5      | 東序二段14枚目 4–3          | 西三段目94枚目 3–4      | 東序二段7枚目 引退 3–4–0    |
| 各欄の数字は、「勝ち-負け-休場」を示す。 優勝 引退 休場 十両 幕下 三賞：敢=敢闘賞、殊=殊勲賞、技=技能賞 その他：★=金星 番付階級：幕内 - 十両 - 幕下 - 三段目 - 序二段 - 序ノ口 幕内序列：横綱 - 大関 - 関脇 - 小結 - 前頭（「#数字」は各位内の序列） |                         |                         |                         |                             |                         |                             |

## 改名歴
- 塚本 悠太（つかもと ゆうた）2006年5月場所 - 2008年5月場所
- 肥後嵐 悠太（ひごあらし ゆうた）2008年7月場所 - 2021年11月場所

## ギャラリー

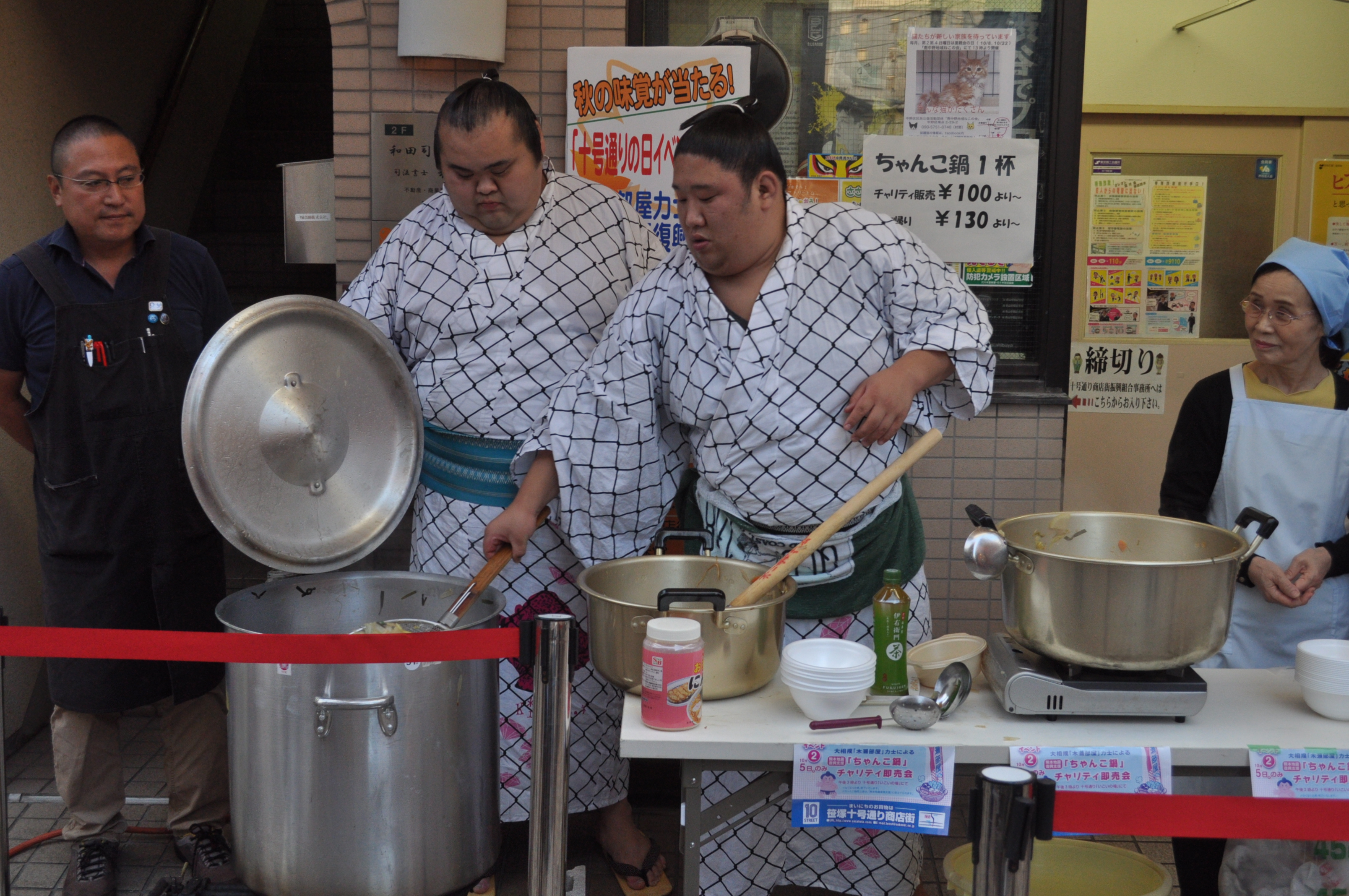
熊本地震復興支援「ちゃんこ鍋」チャリティの肥後嵐（渋谷区笹塚 2017年10月5日撮影）